# باتريك بودري
باتريك بودري (بالفرنسية: Patrick Baudry)‏ (و. 1946 – م) هو رائد فضاء، وطيار مقاتل، من فرنسا، ولد في دوالا، وهو عضوٌ في الأكاديمية الدولية للملاحة الفضائية.

## التعليم
تعلم في Prytanée national militaire ‏، والمدرسة الجوية (فرنسا)، ومدرسة تشابتال ‏.

## جوائز
حصل على جوائز منها:
- ضابط وسام جوقة الشرف
- ميدالية الرحلة الفضائية لناسا [الإنجليزية]‏
- ميدالية الطيران [الإنجليزية]‏
- فارس وسام الاستحقاق الوطني
- وسام ترتيب الصداقة بين الشعوب.